# 洛賈

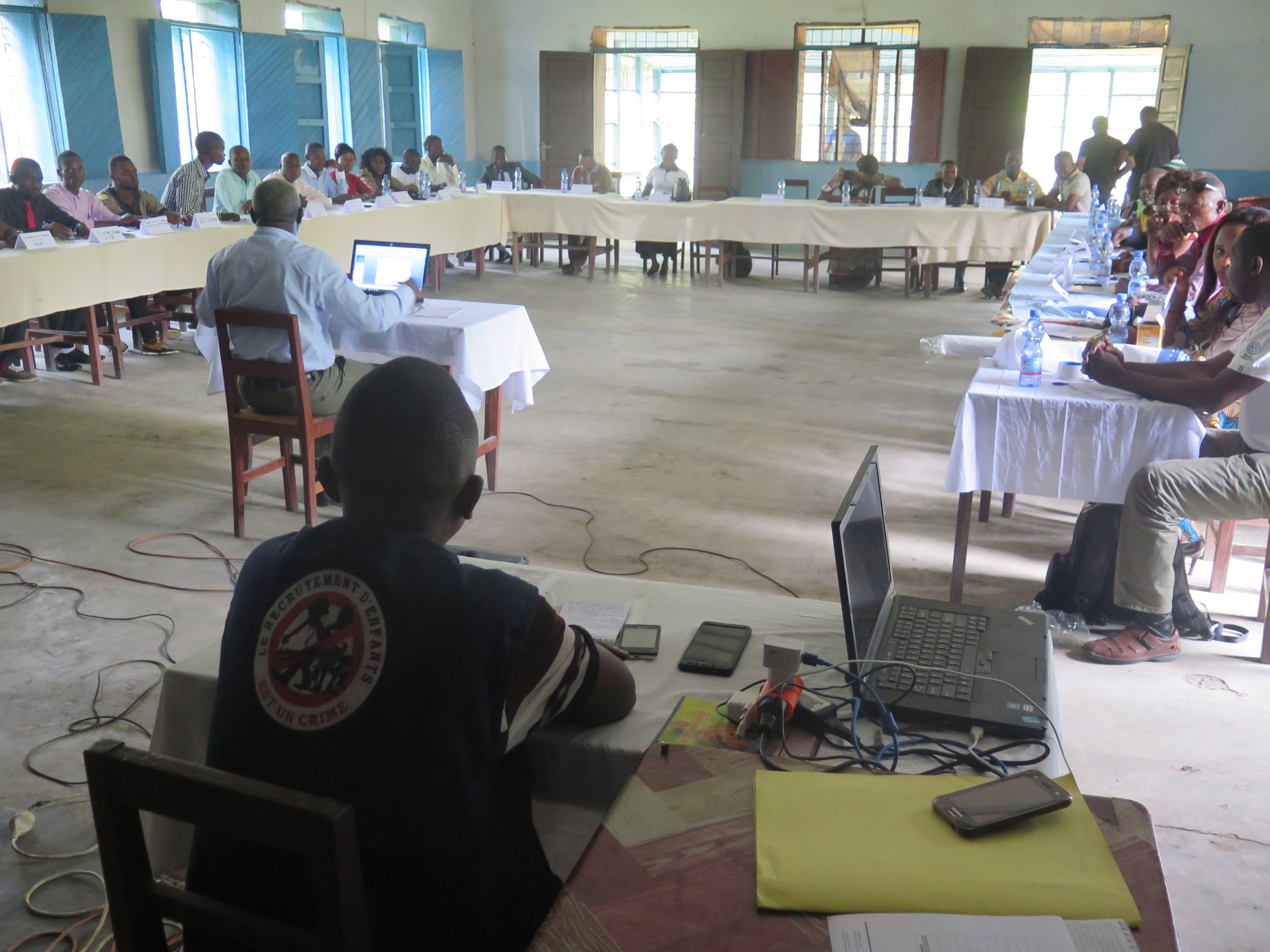
Lodja

洛賈是剛果民主共和國中部的小鎮，自2009年2月18日起成為新成立的桑庫魯省首府，座標為3°29′27″S 23°25′34″E / 3.49083°S 23.42611°E。洛賈在1984年的人口為28,671，2006年人口總數增至約70,555，鎮內有一個機場，是當地重要的交通設施。

## 外部連結
- World Gazetter entry